# Eisenbahnunfall von Pardubice
| \| \| \| von (Wien–) Česká Třebová \| \| \| \| ~304,500 \| Unfallort \| Unfallort \| \| \| 304,620 \| Pardubice centrum \| Pardubice centrum \| \| \| 305,690 \| Pardubice hlavní nádraží \| Pardubice hlavní nádraží \| \| \| \| nach Zawidów \| \| \| \| \| nach Praha Masarykovo nádraží \| \| |          |                               |                               |
| Strecke |          | von (Wien–) Česká Třebová     | von (Wien–) Česká Třebová     |
| | ~304,500 | Unfallort                     | Unfallort                     |
| Haltepunkt / Haltestelle | 304,620  | Pardubice centrum             | Pardubice centrum             |
| Bahnhof | 305,690  | Pardubice hlavní nádraží      | Pardubice hlavní nádraží      |
| Abzweig geradeaus und nach rechts |          | nach Zawidów                  | nach Zawidów                  |
| Strecke |          | nach Praha Masarykovo nádraží | nach Praha Masarykovo nádraží |

Der Eisenbahnunfall von Pardubice war der Frontalzusammenstoß zweier Züge in Pardubice hlavní nádraží in Tschechien am 5. Juni 2024. Vier Menschen starben, 27 weitere wurden verletzt.

## Ausgangslage

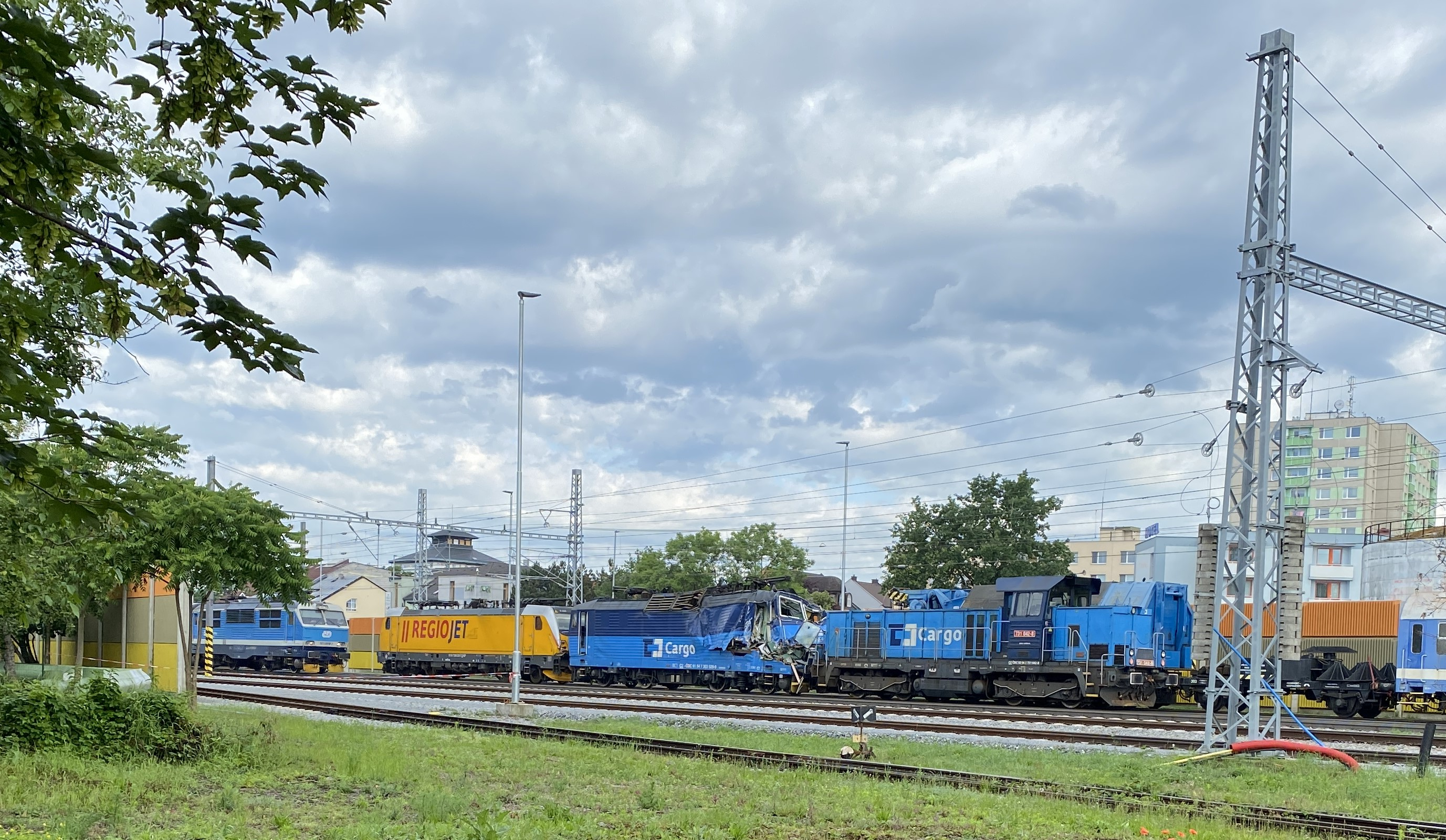
Unfallort während der Beräumung. Links mittig die Lokomotive 388 205 von Regiojet, rechts von ihr die schwer beschädigte 363 529 von ČD Cargo (7. Juni 2024)

Der Schnellzug RJ 1021 des Eisenbahnverkehrsunternehmens Regiojet war als Nachtreisezug von Praha hl.n. nach Košice in der Slowakei auf der zweigleisigen, elektrifizierten Bahnstrecke Česká Třebová–Praha pünktlich unterwegs. Er wurde von der Elektrolokomotive 388 205 geführt. In Pardubice hlavní nádraží hatte der Zug einen planmäßigen Verkehrshalt und war mit etwa 380 Reisenden besetzt. Von den 15 Wagen des Zuges waren die ersten sechs Liege- und Schlafwagen, drei weitere als Kurswagen für den RJ 1222 nach Tschop (Чоп) in der Ukraine bestimmt. Abweichend von der geplanten Wagenreihung – beginnend mit der Nummer 15 – war der erste Wagen, der hinter der Lokomotive lief der Liegewagen der Gattung Bcmz 51 81 59-70 030-2, bezeichnet als Nummer 12, den Regiojet 2015 gebraucht von den Österreichischen Bundesbahnen (ÖBB) gekauft und modernisiert hatte. Laut Reservierungssystem war er als „Lůžko – vlastní kupé/Lůžko pouze ženy“ (Liegewagen – Sonderabteile/Liegewagen nur Frauen) angeboten – der einzige Wagen mit reinen Frauenabteilen.
In der Gegenrichtung verkehrte der Ganzzug NEx 41340 von Bratislava-Pálenisko nach Bremerhaven Weddewarden tief von ČD Cargo mit ISO-Containern. Bis auf die ersten beiden Wagen mit vier leeren Containern transportierte er darin verschiedene Güter (u. a. Calciumcarbid). Geführt wurde er von der Elektrolokomotive 363 529.
Dass sich die Fahrwege der beiden Züge kreuzten, war einer geplanten Weichenreparatur geschuldet, die noch bis zum 7. Juni, 17 Uhr dauern sollte. Wegen der damit verbundenen Sperrung des 2. Bahnhofsgleises mussten seit dem 4. Juni, 7 Uhr alle Züge von Kostěnice nach Přelouč über die „ungerade Gleisgruppe“ fahren. So sollte auch der NEx 41340 den Bahnhof mit relativ geringen 40 km/h „queren“.
Pardubice hlavní nádraží ist nach dem Reisendenaufkommen der drittgrößte Bahnhof in Tschechien. Seit 2020 war er umfassend modernisiert worden. Die Arbeiten waren kurz zuvor am 31. Mai 2024 mit einem Festakt in Anwesenheit von Ministerpräsident Petr Fiala offiziell abgeschlossen worden. Der Bahnhof wurde im Zuge der Erneuerungsarbeiten mit dem europäischen Zugbeeinflussungssystem ETCS ausgerüstet, das zum Unfallzeitpunkt noch nicht in Betrieb war. Entgegen anderslautender Meldungen wurde das nationale Zugbeeinflussungssystem LS im Rahmen der Modernisierung in Pardubice nicht demontiert, sondern war bereits zuvor nicht vorhanden. Die Höchstgeschwindigkeit war deshalb im Bahnhof auf 100 km/h begrenzt.

## Unfallhergang
Nach dem Halt am Bahnsteig des 1. Bahnhofsgleises in Pardubice hlavní nádraží fuhr der RJ 1021 planmäßig um 22:47 Uhr ab. Hinter dem Bahnsteig passierte er den Aufzeichnungen der Sicherheitseinrichtung zufolge das Zwischensignal Sc1 mit dem Signalbegriff „Wiederholung des Signals Warnung“ und sollte am, im Abstand von 441 m folgenden, „Halt“ zeigenden Ausfahrsignal S1a halten, das er jedoch missachtete. Der Lokführer hatte auf ca. 60 km/h beschleunigt, bemerkte seinen Fehler, reagierte darauf mit einer Schnellbremsung und kam nach etwa 160 Metern zum Stehen. Zwischenzeitlich hatte der Zug bereits die Weiche 15 (in der Fortsetzung des 1. Bahnhofsgleises) aufgefahren und war in der Fahrstraße für den entgegenkommenden NEx 41340 über die Weichen
10 und 8 vom 1. auf das 2. Bahnhofsgleis gelangt. Mit etwa 30 bis 40 km/h stieß daraufhin der Güterzug um 22.49 Uhr frontal mit dem Schnellzug zusammen.

## Folgen

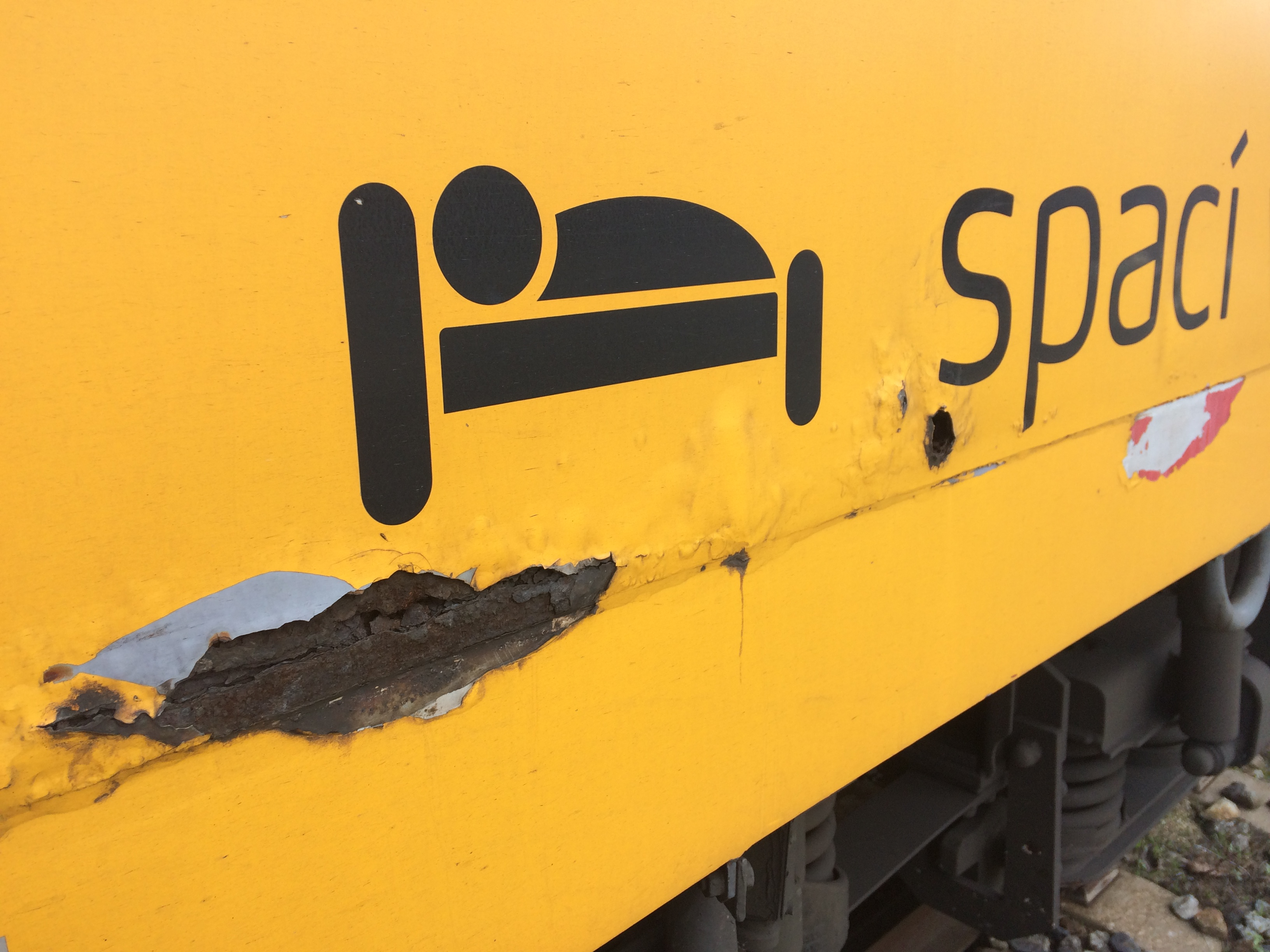
Korrosionsschaden an der Kastenstruktur eines Schlafwagens von Regiojet (9. Juni 2024)

Vier Frauen, je zwei aus der Slowakei und der Ukraine, starben im Liegewagen unmittelbar hinter der Lokomotive. Weitere 27 Fahrgäste wurden verletzt. Die beiden Lokomotivführer überlebten.
Durch den Unfall wurden die Lokomotiven beider Züge, der erste Liegewagen des RJ 1021 und der nachfolgende erste, beladene Containertragwagen schwer beschädigt. Bei dem von den ÖBB stammenden Liegewagen hinter der Lokomotive versagte die Kastenstruktur, sodass er im vorderen Drittel seitlich stark einknickte. Auf den hinteren Teil der 1984 gebauten und 2013 modernisierten Lokomotive des Güterzuges rutschte ein leerer Container des ersten Wagens. Der Sachschaden wurde auf über 110 Mio. Tschechische Kronen (vier Millionen Euro) beziffert.
Der Verkehr auf der Strecke war für neun Stunden unterbrochen, bevor ein Gleis wieder mit 10 km/h befahren werden konnte. Der Regelbetrieb war am 7. Juni 2024 wieder hergestellt. Da auf den möglichen Umleitungsstrecken zu diesem Zeitpunkt Instandsetzungen stattfanden, führte das weiträumig zu Störungen im Eisenbahnverkehr. Nach 9 Uhr verkehrte für unverletzt gebliebene Fahrgäste ein RegioJet-Ersatzzug von Pardubice nach Košice. Für Reisende mit dem Ziel Tschop fuhren Busse.

## Liegewagen Bcmz

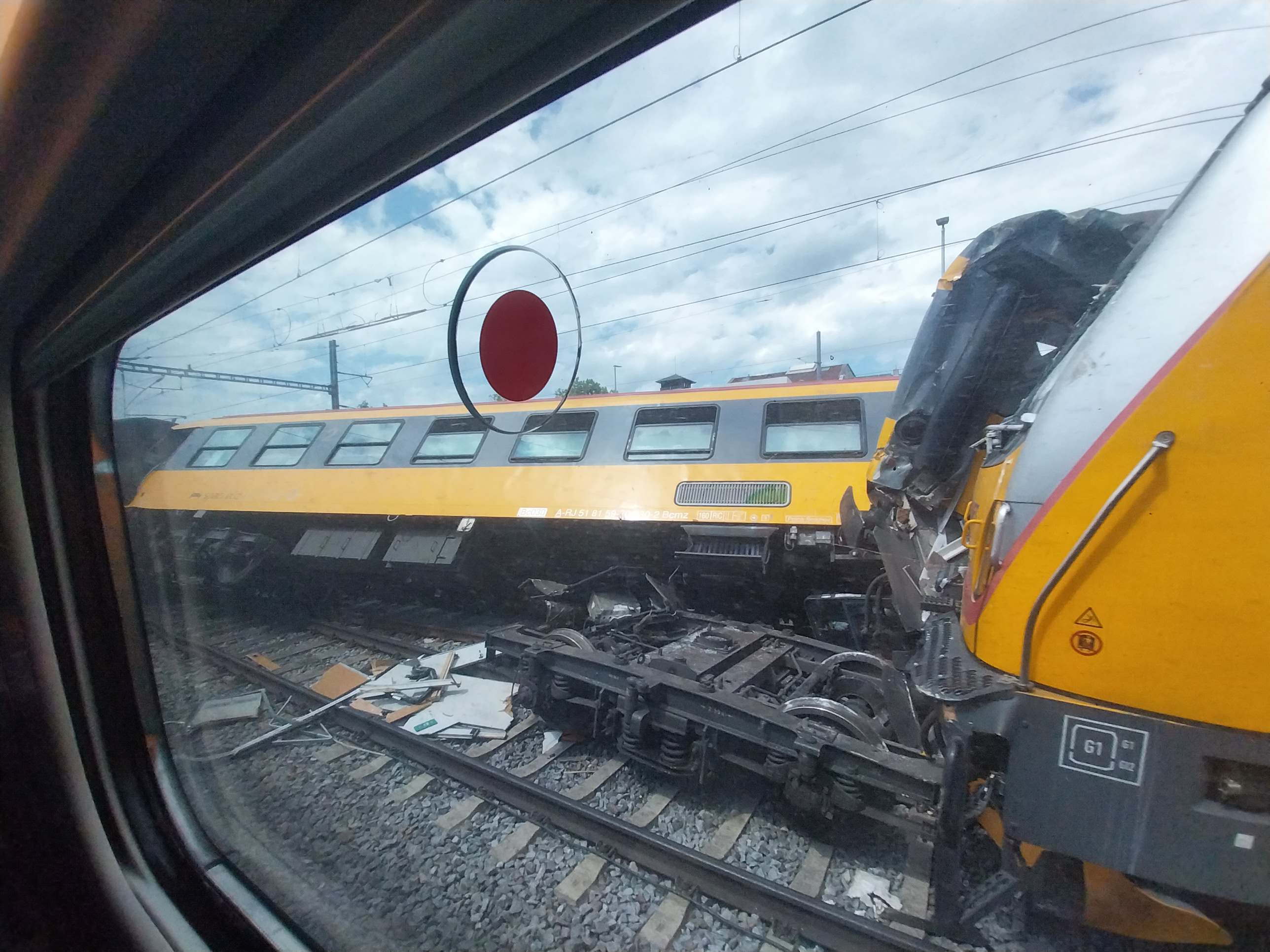
Schwer beschädigter Liegewagen (6. Juni 2024)

Der Schaden an dem 1981 in den Jenbacher Werken hergestellten Liegewagen, der unmittelbar hinter der Lokomotive des RJ 1021 lief, war bei dem Zusammenstoß auffällig. Vermutet wird Korrosion an der Wagenkastenstruktur. Laut Hospodářské Noviny wurde bei der laufenden Ermittlung festgestellt, dass der Rahmen des Wagens im Mittelteil verstärkt worden war. Genau dort, wo er am Ende der Verstärkung seitlich um ca. 150 Grad einknickte, starben vier Reisende. Zwei weitere Wagen derselben Gattung wurden ebenfalls beschädigt. Regiojet nahm daraufhin alle seine 13 weiteren baugleichen Wagen am 7. Juni 2024 aus dem Verkehr.
Bereits am 20. April 2018 war der baugleiche ÖBB-Wagen 61 81 59-90 032-2 bei einem Rangierunfall in Salzburg Hbf auf ähnliche Weise beschädigt worden. Auch dort war der Wagenkasten an der gleichen Stelle eingeknickt. Regiojet hat eine europaweite Überprüfung dieses Wagentyps angestoßen. Bei den 28 baugleichen Wagen, die bei den ÖBB im Einsatz sind, hat diese keine entsprechenden Schäden festgestellt.
Am 19. Juni 2024 gaben die České dráhy deshalb bekannt, für mehrere Millionen Tschechische Kronen ihre neun Liegewagen der Gattung Bcmz834 am Rahmen und Wagenkasten mit einer Druckprüfung vorsorglich untersuchen zu lassen. Die außerplanmäßige Untersuchung konzentriert sich auf den Zustand des Rahmens und des Wagenkastens. Auf jeder Seite des Hauptrahmens werden 12 kritische Stellen ausgewählt, an denen die Dicke des Langträgers gemessen wird. Außerdem wird eine Ebenheitsmessung durchgeführt, wobei die Durchbiegung der Langträger gemäß den geltenden Normen nicht größer als 25 mm sein darf; bisher gemessene Werte liegen um eine Größenordnung darunter. Auch die Schweißnähte und die Korrosion am Rahmen und des Wagenkastens werden eingehend überprüft. Im Rahmen dieser Kontrollen erfolgte im VÚKV-Prüfraum ein Drucktest am Wagen 61 54 59-71 002-1 gemäß UIC-Verordnung 566 für neue und neu zugelassene Reisezugwagen. Dabei wurde er wiederholt einem Druck von 1.000 kN auf jeden Puffer, also 2.000 kN auf den Hauptrahmen und der stärksten Belastung ausgesetzt, die die geltenden Normen vorschreiben. Die Überprüfung der ersten drei Wagen bestätigte, dass die Wagen der Reihe Bcmz bei ordnungsgemäßer Wartung keine Konstruktionsmängel aufweisen, die ihren Betrieb verhindern würden. Die staatliche Kontrolle erfolgte durch die Bahnbehörde (Drážní úřad), die bei der Wartung und dem Zustand dieser Fahrzeuge keine Probleme feststellte. Bis Ende Juni sollte die Untersuchung aller neun Wagen abgeschlossen sein.
Bereits beim Kauf im Jahr 2015 hatten die České dráhy ihre Wagen gründlich untersuchen und in den Jahren 2021–2023 umfassend modernisieren lassen. Dabei wurden vorhandene Korrosionsschäden durch zertifizierte Werkstätten beseitigt.